# Gåsinge-Dillnäs församling
Gåsinge-Dillnäs församling var en församling i Strängnäs stift och i Gnesta kommun i Södermanlands län. Församlingen uppgick 2006 i Daga församling. 

## Administrativ historik
Församlingen bildades 1941 genom sammanslagning av Gåsinge och Dillnäs församlingar. Församlingen utgjorde till 1962 ett eget pastorat. Den var från 1962 till 2006 annexförsamling i pastoratet Gryt, Björnlunda och Gåsinge-Dillnäs. Församlingen uppgick 2006 i Daga församling.

## Kyrkor
- Gåsinge kyrka
- Dillnäs kyrka